# Tamworth (New Hampshire)
Tamworth – miasto w Stanach Zjednoczonych, w stanie New Hampshire, w hrabstwie Carroll.